# FCRL4
Protein giống thụ thể Fc 4 (tiếng Anh: Fc receptor-like protein 4) là protein ở người được mã hóa bởi gen FCRL4. FCRL4 là một thụ thể ức chế, biểu hiện trên những tế bào ký ức B cư trú tại vùng biểu mô.